# مديرية صمصاد
مُديريَّة صمصاد هي إحدى مُديريات محافظة أديامان الواقعة في جنوب شرق الأناضول في تركيا ومقرها بلدة صمصاد. تبلغ مساحتها 319 كم² وبلغ عدد سكانها 7٫313 نسمة في عام 2021. تأسست المديرية في عام 1960 ويشكل الكرد 96% من سكانها وفقًا لدراسة استقصائية من عام 2006.

## التركيبة
تتكون المديرية من بلدية واحدة تقع في بلدة صمصاد، ومن ستة عشر قرية هم:
- آقدمار
- باغاراسي
- بايرلي
- جيجك
- طوغانجا
- كولبينار
- كولتارلا
- كرماجيك
- قزيلوز
- قواناولوق
- قوشتبه
- اوة جق
- طاشقيو
- تبه اونو
- اوزونتبه
- ياريمباغ